# Eriborus erythrogaster
Eriborus erythrogaster là một loài tò vò trong họ Ichneumonidae.